# EGS

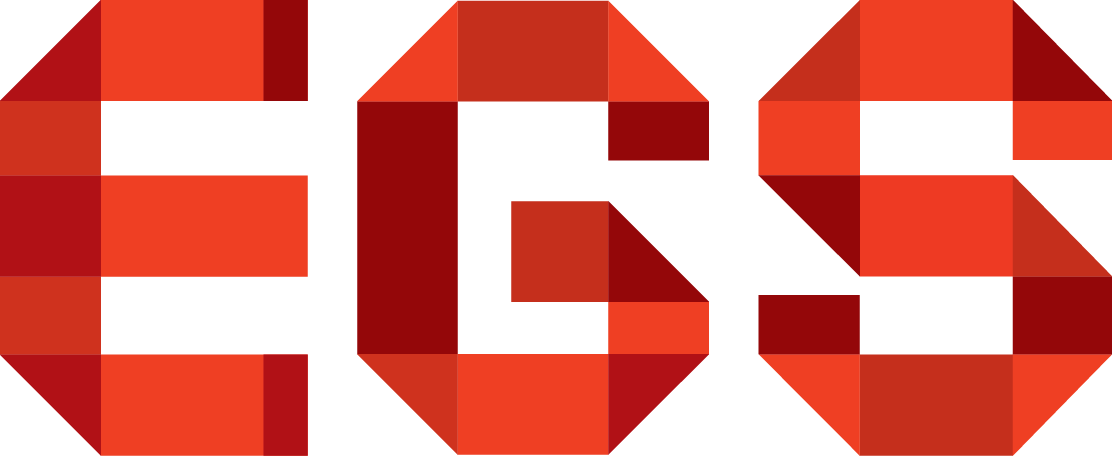
Logotipo da EGS em 2015.

EGS (Electronic Game Show) é um evento de videogames que começou no México e teve sua primeira edição no Brasil em 2004.

## EGS 2004
Em 2004 a feira recebeu mais de 22 mil visitantes no Pavilhão Branco do Expo Center Norte e teve a participação de empresas como Atari, Electronic Arts, Microsoft, Nintendo, Nokia, entre outras.
Os destaques foram:
- Nintendo DS
- Ragnarok
- Battle for Midde-Earth
- Half-Life 2

## EGS 2005
O evento ocorreu de 18 de novembro a 20 de novembro no Pavilhão Vermelho do Expo Center Norte e recebeu mais de 25 mil pessoas.
Algumas das empresas participantes foram ATI, Electronic Arts, Microsoft, Nvidia, entre outras.
Os destaques foram:
- Xbox 360
- Age of Empires III
- Battlefield II
- Fifa 2006
- Need For Speed Most Wanted
- Quake 4

EGS 2006 cancelada
Notícia triste para todos que estavam se preparando para a grande festa brasileira dos games...
Infelizmente, o maior evento de games do ano passado - a Electronic Game Show - não terá sua edição 2006, que chegou a ter divulgadas as datas de 17 a 19 de Novembro para sua realização.
Segundo a empresa organizadora do evento, o motivo do cancelamento foi a falta de interesse por parte dos expositores em investir na feira. A empresa, porém, não descartou uma nova edição da feira em meados de 2007.